# Worokomle
Worokomle (ukr. Ворокомле) – wieś na Ukrainie w rejonie kamieńskim obwodu wołyńskiego.

## Historia
Pod koniec XIX w. wieś w powiecie kowelskim.

## Galeria

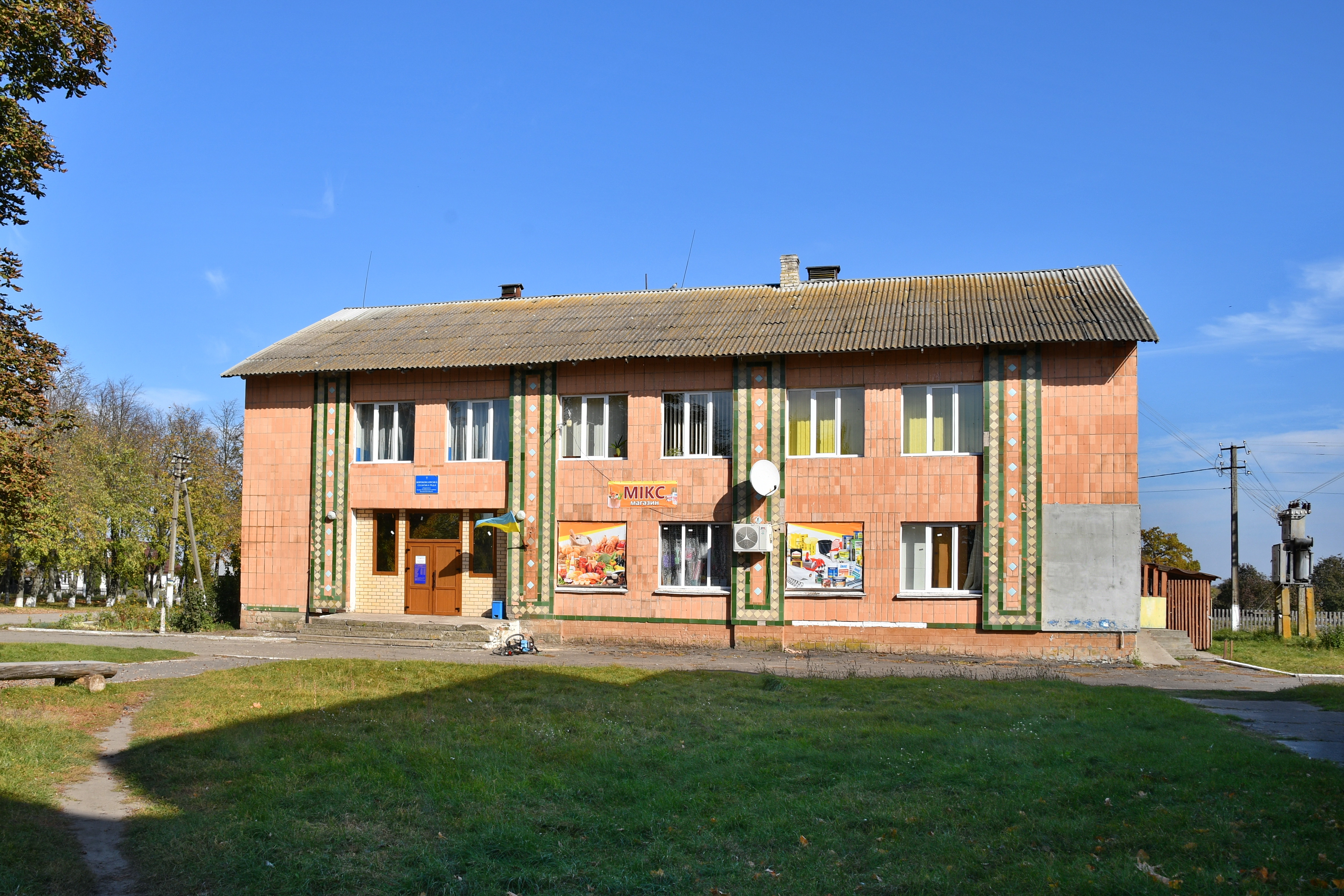
Siedziba administracji
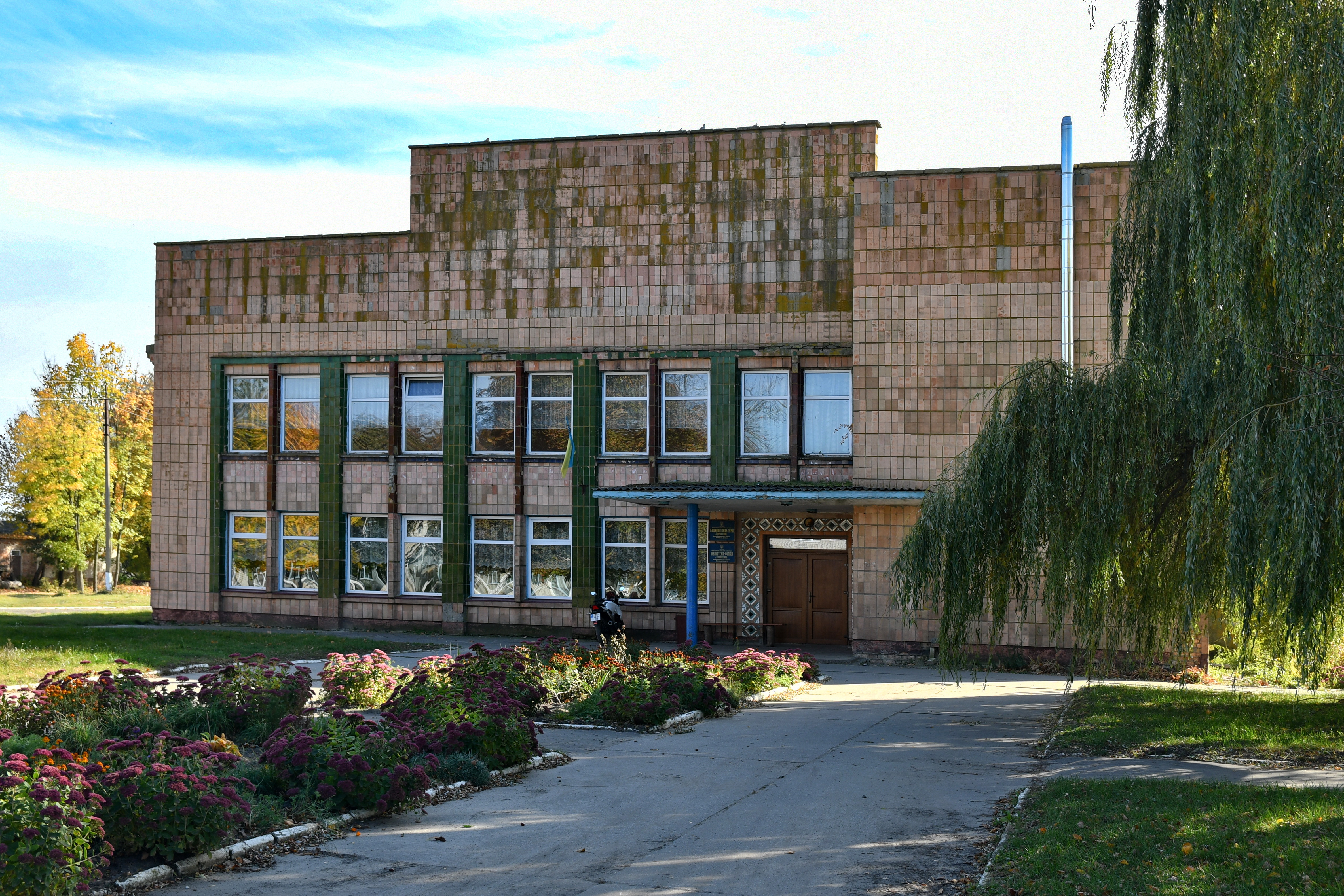
Pałac kultury i biblioteka
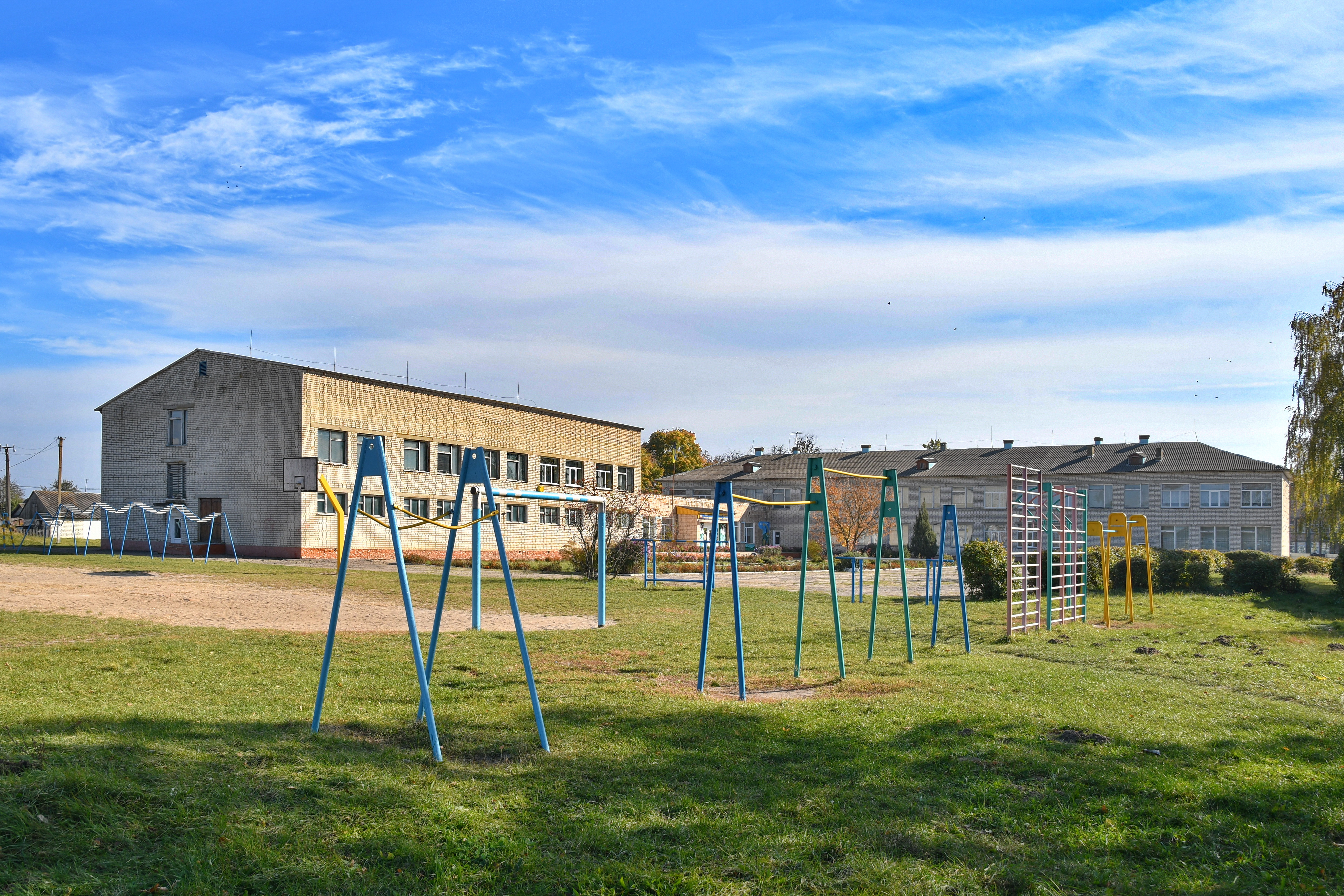
Szkoła
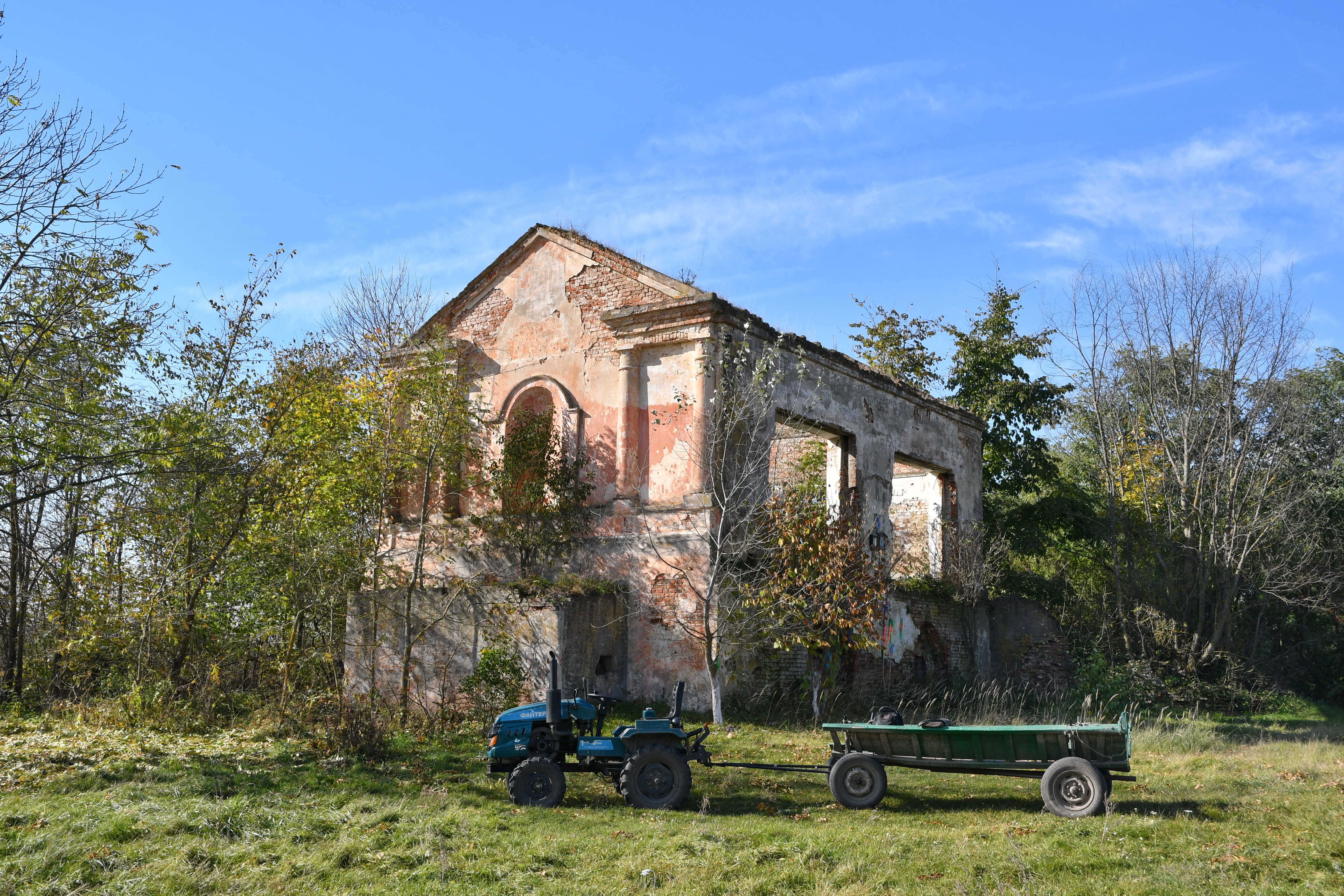
Kaplica w dawnym polskim majątku Krasickich
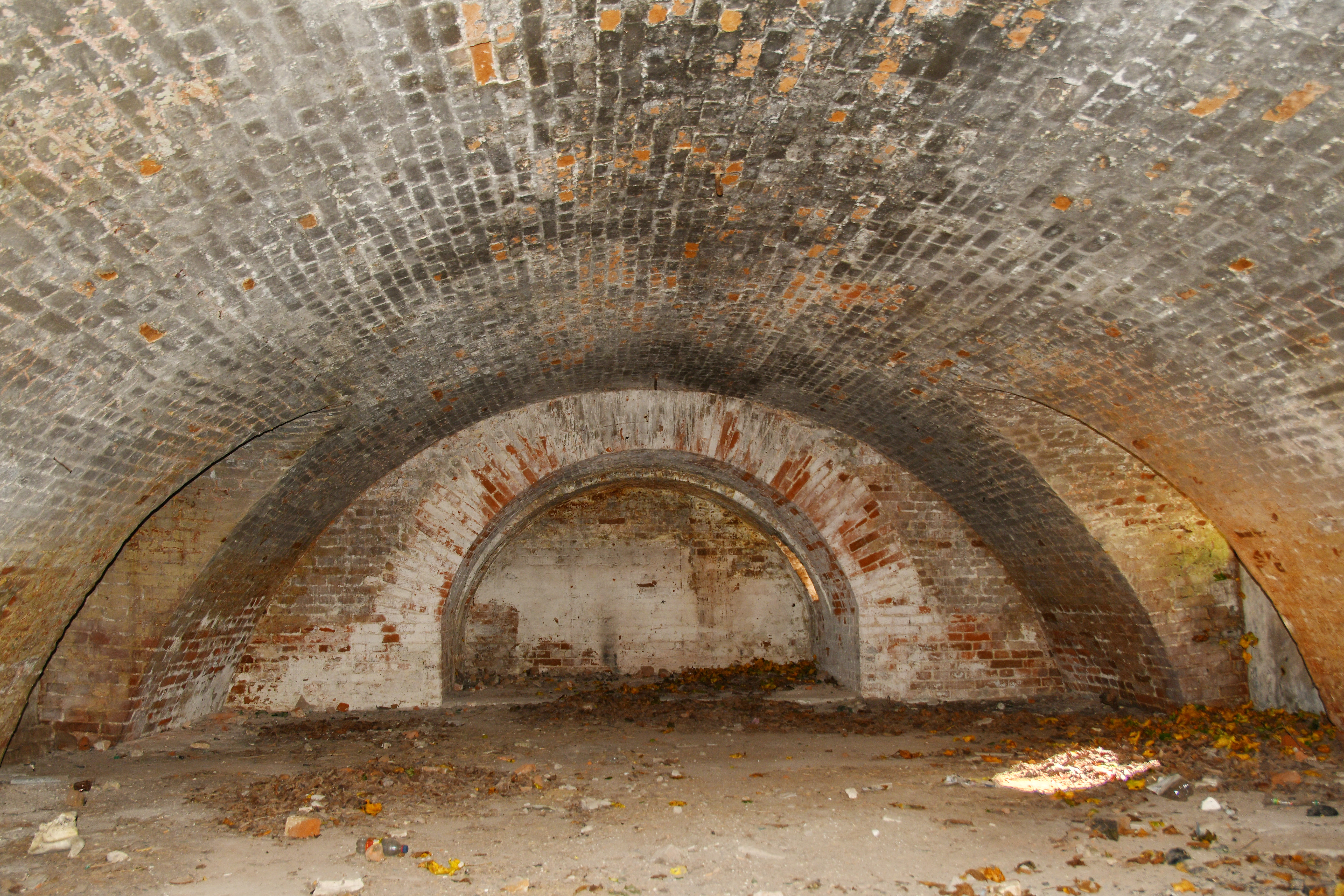
Krypta kaplicy w dawnym majątku Krasickich
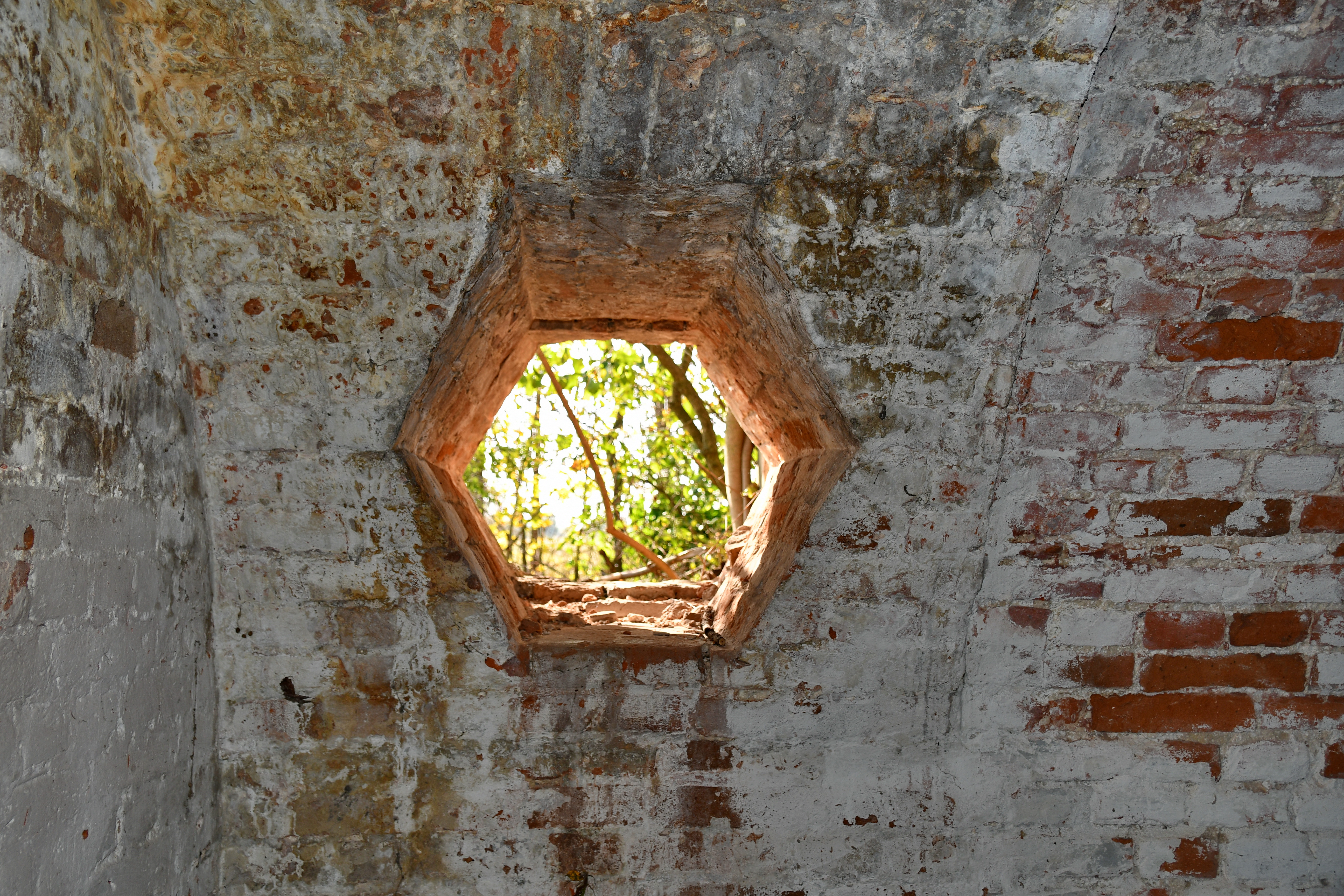
Okno kaplicy w majątku Krasickich
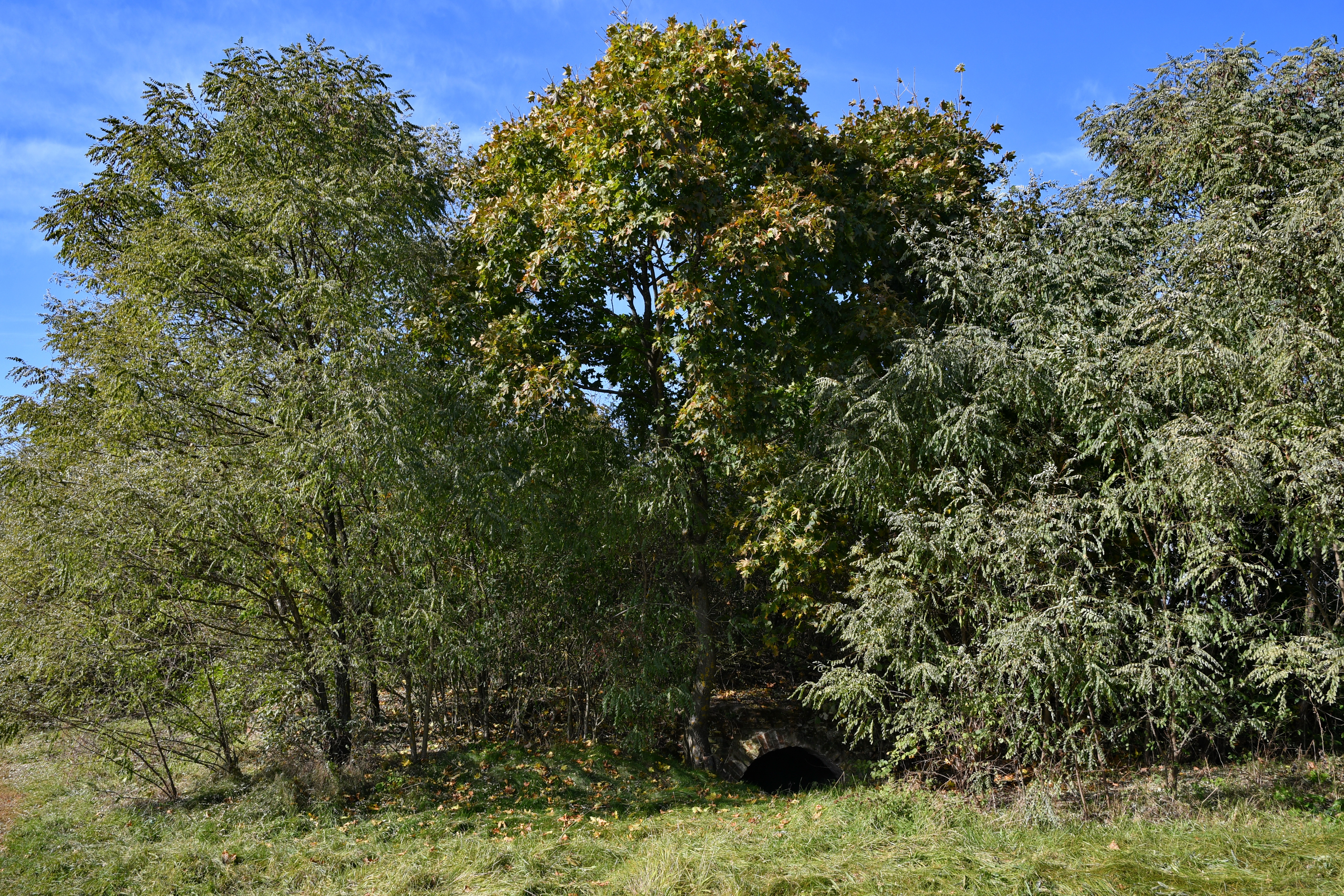
Miejsce po dawnym dworze
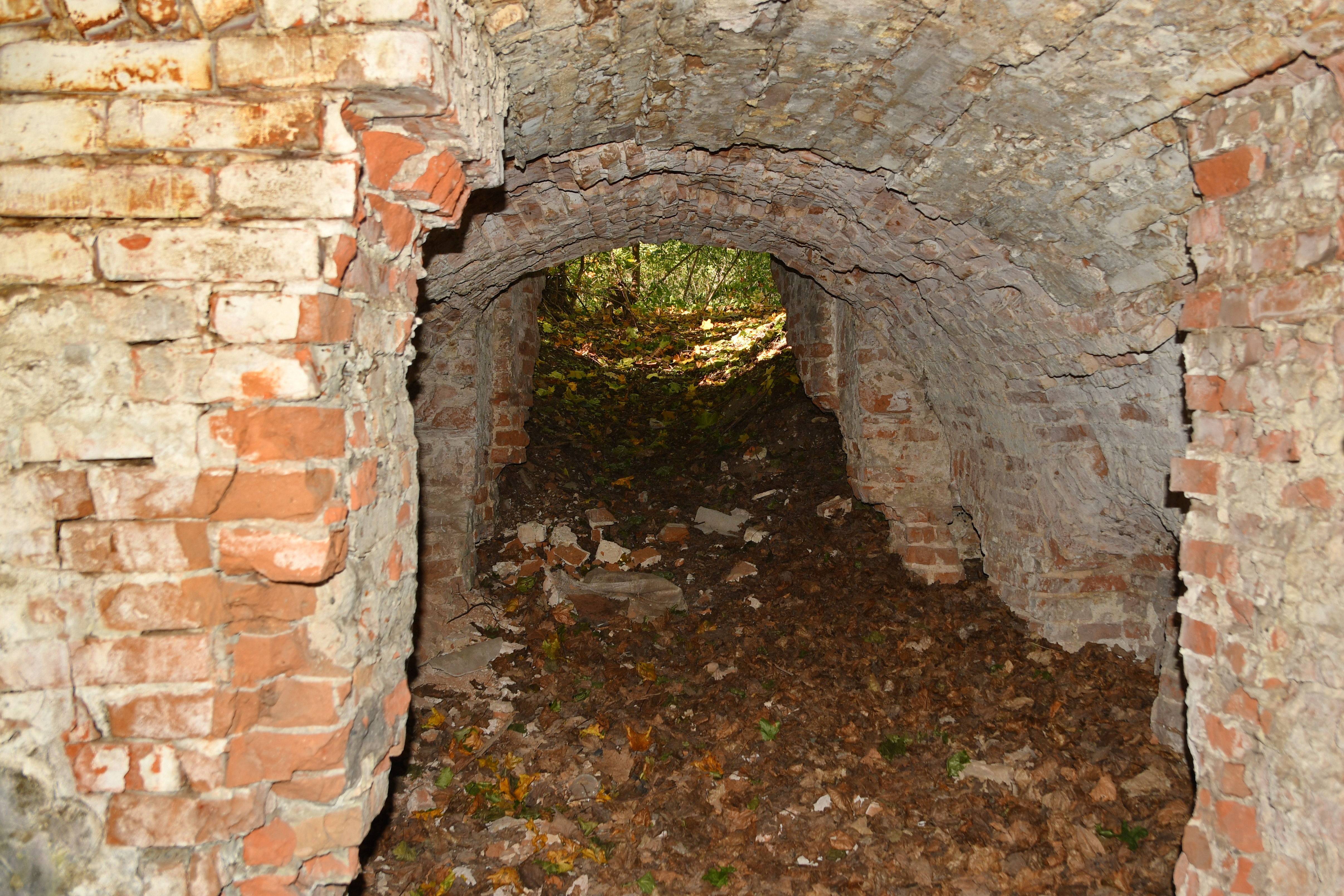
Piwnica dawnego dworu polskiego - widok wewnętrzny
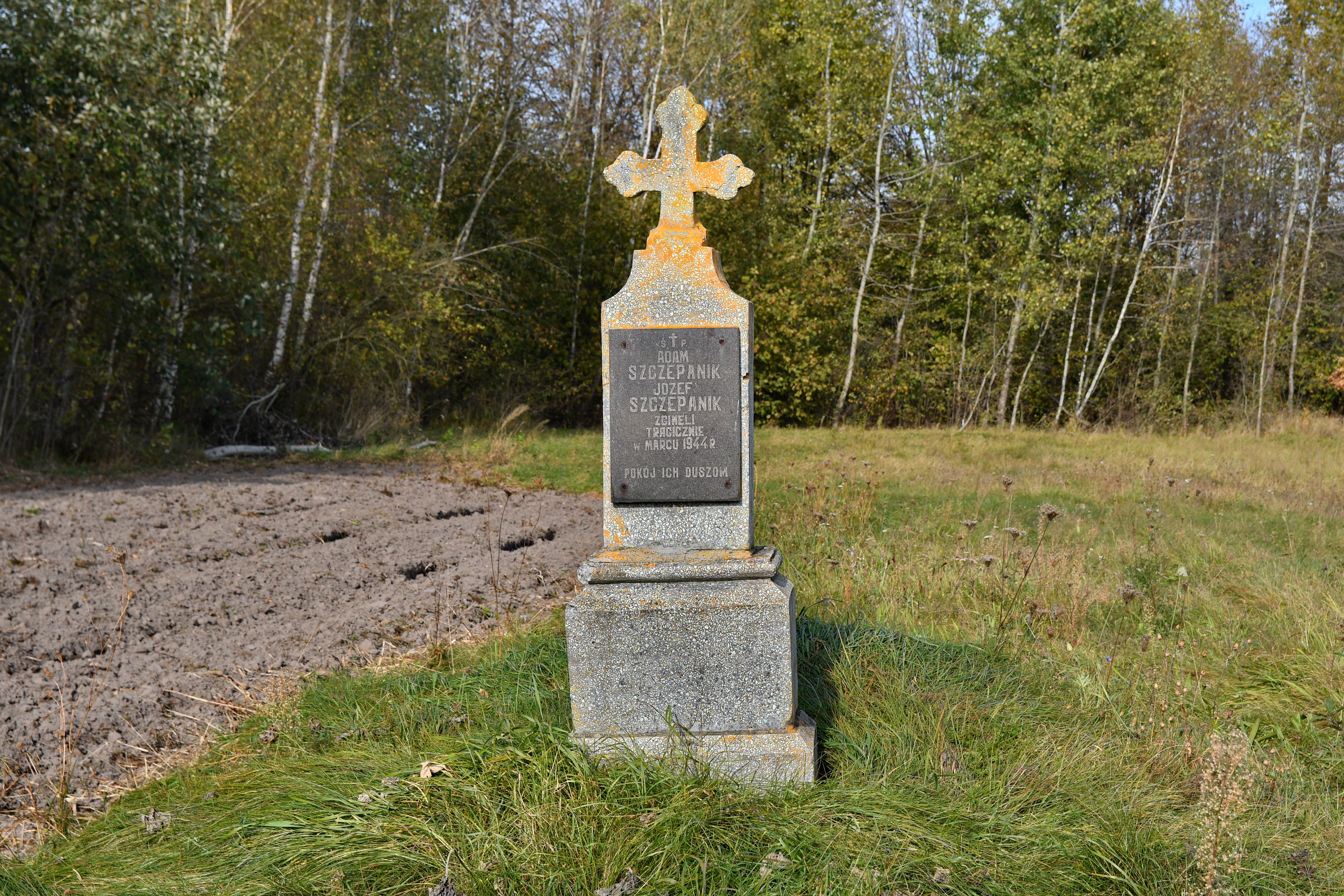
Pomnik poświęcony Adamowi Szczepanikowi i Józefowi Szczepanikowi
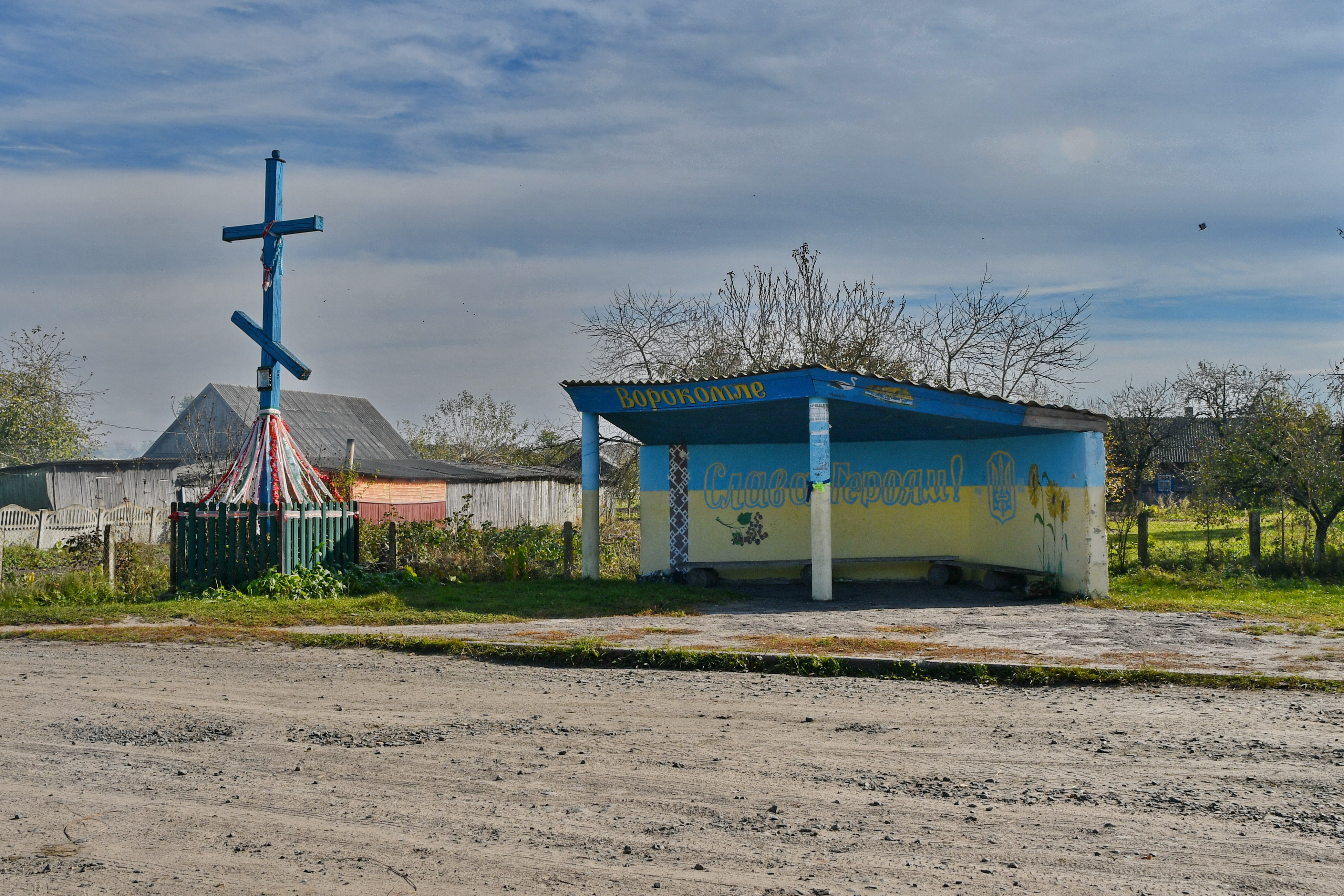
Przystanek autobusowy